# 완전 전기제동
완전 전기제동(完全電氣制動)은 종래의 전기제동과 공기제동 등의 마찰제동의 병용과는 달리 제동 시작부터 정지까지의 과정을 전기제동만으로 시행하는 제동방법이다. 순전기제동(純電氣制動) 또는 전전기제동(全電氣制動)이라고도 불린다.
이 항목에서는 철도차량에 이용되는 완전 전기제동에 대해 서술한다.

## 개요
삼상 유도전동기와 VVVF 인버터 제어가 철도 차량에 채용됨에 따라, 직류전동기와 사이리스터 초퍼 제어 편성에 비해 저속에서도 안정적인 제어가 가능하게 되어, 회생제동을 사용할 수 있는 속도 대역이 넓어졌다.
그러나 기전력의 문제로 회생제동만으로는 정차상태를 유지할 수 없다. 또 회생실효하는 속도역에 대해 주전동기의 슬립 주파수를 유지하여 자계를 역회전시켜 토크를 일으키게 하는 방식과, 정지 직전에서 슬립 주파수를 0으로 수렴시키는 2가지 방식이 존재한다.
최근 도입이 촉진되고 있어 제동 시작부터 정지까지 마찰제동을 거의 사용하지 않아도 되는 것으로 오해하기 쉽지만, 현실적으로는 저속에서의 제동의 경우 회생제동의 능력이 부족하거나, 고속에서의 제동시 가선전압이 상승하는 것을 방지하기 위해 또는, 탑재하고 있는 전동기 능력의 한계를 초과하지 않도록 마찰제동을 병용하고 있다. 또한 정차중 차륜의 전동 방지에는 마찰제동이 반드시 필요하며 열차에는 최저 2계통의 제동장치를 장비하는 것이 정해져 있으므로 전동차에서 마찰제동을 완전히 없애버리는 것은 불가능하다. 따라서 차량 가격 측면에서의 대폭적인 절감까지는 이르지 않은 것이 현실이다. 그러나, 보수 측면에서는 브레이크 슈 교환의 빈도가 내려가 비용 절감을 도모할 수 있는 것은 사실이다.

## 주된 이점
- 마찰제동 병용에 비해 회생제동 사용 속도 대역이 넓기 때문에 전력 회생 효율이 높다.
- 마찰제동 변환시의 충격을 경감하여 승차감을 개선할 수 있다.
- 마찰제동 부품의 마모가 매우 적어지므로 부품교환비용을 삭감할 수 있다.
- 고도의 재점착 제어로 활주가 발생하기 어렵다.

## 탑재(혹은 예정) 차량
- 간선 전기 동차
- AUTS